# Shake It Out
Shake It Out is een nummer van de Britse band Florence and the Machine. Leadzangeres Florence Welch schreef het nummer samen met Paul Epworth, die ook de productie voor zijn rekening nam. In september 2011 werd het uitgebracht als eerste single van het tweede studioalbum van de band, Ceremonials.

## Achtergrond
Welch vertelde voor de radiopremière van het nummer dat het schrijfproces vergeleken kan worden met een remedie tegen een kater: "Ik wilde gewoon iets van me afschudden, deze spijt van me afschudden, deze dingen die je achtervolgen van je afschudden. Het was een van die nummers die binnen een half uur klaar zijn en het is bijna een middel tegen een kater. Ik wil niet dat iedereen denkt dat ik altijd liedjes schrijf met een kater. Want dat doe ik niet, echt niet. Maar bij deze moet ik zeggen dat ik er zeker een had terwijl ik het schreef. Het was alsof ik een middel tegen een kater probeerde te schrijven."
In 2012 vertelde ze in een interview dat Shake It Out haar favoriete nummer was om te spelen tijdens concerten en optredens. "Op dit moment geniet ik van het spelen van Shake It Out, gewoon omdat het live heel goed is. Het gaat erom ergens doorheen te komen of het licht aan het einde van de tunnel te zien. Als je op tournee bent en dingen zorgelijk kunnen worden, is dat nummer altijd een goed nummer."

## Hitnoteringen en prijzen
Shake It Out bereikte de tweede plek van de hitlijst in Ierland, waar We Found Love van Rihanna en Calvin Harris het van de eerste plek hield. Verder werd ook in Schotland de bovenste tien bereikt. In de UK Singles Chart kwam het tot de elfde plaats. De Nederlandse Top 40 werd niet gehaald. Tijdens de Grammy Awards van 2013 werd het nummer genomineerd door Best Pop Duo/Group Performance. Deze prijs werd uiteindelijk niet gewonnen, want Somebody That I Used to Know van Gotye en Kimbra won.